# Font del Frare Pau
La font del Frare Pau és una font situada al torrent de les Valls, al terme municipal d'Olesa de Montserrat, en una esplanada amb pollancres. El seu cabal és de 12m3 diaris de mitjana, amb força variacions depenent de l'estació de l'any. Segons estudis geològics la font del Frare Pau és de peudemont quaternari, formada per una unitat impermeable de llicorelles paleozoiques. L'aqüífer prové tant d'aigua de pluja com d'altres aqüífers paleozoics i miocènics. A la bassa de la font s'hi poden trobar salamandres.
Es tracta d'una de les fonts més populars d'Olesa de Montserrat fins a principis del segle xx. El nom de la font prové probablement de la devoció que molts olesans, que feien promeses i es vestien durant un temps com a frares, de manera que, encara que no fossin religiosos moltes vegades rebien igualment la denominació de frare.